# Филон из Библоса
Филон из Библоса (гр. Φιλων Βυβλιος,† 64, Библос, Феникија), такође познат као Хереније Филон, био је аутор писаних граматичких, речничких и историјских дела на старогрчком језику.
Познат је углавном по Историји Феничана, састављеној од дела Санхунијатона, написаних на феничанском.

## Живот
Филон је рођен у Библосу у данашњем Либану. Стварао је за време цара Хадријана (владао 117-138) и написао своју биографију која није сачувана. Његово име Хереније указује да је био штићеник конзула суфектуса Херенија Севера, преко којег је добио статус римског грађанина.
Филон је написао речник синонима, списак научних писаца и њихових дела организованих по категоријама, каталог градова са њиховим знаменитим грађанима и биографију цара Хадријана под насловом Вита. Нека од његових дела позната су само по насловима, док су друга сачувана у фрагментима у цитатима хришћанских аутора. Његови радови укључују:
- О куповини и избору књига.
- О градовима и њиховим славним људима; дело је сажео граматичар Елије Серен (прва половина 2. века), а користили су га и Исихије Александријски (5. или 6. век) и Стефан Византијски (6. век).
- О синонимима, што је сажето сачувано у делу Амонија Граматика[2].

Филон је најпознатији по преводу Санхунијатонове Историје Феничана, за чији се аутор каже да је живео пре Тројанског рата. Историја је сачувана у знатним фрагментима, посебно у Јевсевијевом Праепаратио евангелица (и.9; ив. 16). Филонов превод са феничанског даје добар увид у феничанску теологију и митологију.
Неки научници су били уверени да је Санхуниатон „измишљена особа чије је име изведено од имена феничанског бога Санхона“, све док професор из Единбурга П.Б.Р. Форбс није открио записе из Рас Шамре (древни Угарит) из 14. века пре нове ере. што је доказало да је Санхуниатон несумњиво стварна особа.